# Dropzone
Dropzone is een jeugdprogramma van de KRO dat werd uitgezonden op de toenmalige Nederlandse publieke zender Nederland 3, waarbij twee kinderen ergens worden gedropt en binnen 5 uur weer terug op school moeten zijn. Tijdens die 5 uur krijgen ze verschillende opdrachten, maar als ze die fout doen, dan verliezen ze tijd. Hun klasgenoten kunnen hen helpen op de plek waar ze zijn gedropt. Het programma heeft geen presentator. 

## Seizoen 1
Deze afleveringen werden van 15 april tot en met 8 juli 2007 uitgezonden.
| Aflevering | Drop plaats    | Drop team             |
| ---------- | -------------- | --------------------- |
| 1          | Holysloot      | Erna & Mitchell       |
| 2          | Spijk          | Sasha & Stef          |
| 3          | Haarzuilens    | Nuno & Hannah         |
| 4          | Kraggenburg    | Sander & Tessa        |
| 5          | Drimmelen      | Nurry & Sabri         |
| 6          | 't Woudt       | Angelie & Jeroen      |
| 7          | Sibbe          | Janey & Stan          |
| 8          | Bergen aan Zee | Dave & Yunus          |
| 9          | Acquoy         | Alana & Ibrahim       |
| 10         | Aarlanderveen  | Sebastiaan & Annemiek |
| 11         | Radio Kootwijk | Remco & Judith        |
| 12         | Holysloot      | Erna & Mitchell       |
| 13         | Sloten         | Sil & Gideon          |

## Seizoen 2
Deze afleveringen werden van 17 november tot en met 29 december 2007 uitgezonden.
| Aflevering | Drop plaats | Drop Team        |
| ---------- | ----------- | ---------------- |
| 1          | Slochteren  | Nikky & Joep     |
| 2          | Elburg      | Milou & Wietse   |
| 3          | De Woude    | Hidde & Marsha   |
| 4          | Lisserbroek | Manouk & Ayrton  |
| 5          | Oudewater   | Robin & Anouk    |
| 6          | Hoge Hexel  | Annejet & Leonie |
| 7          | Lunteren    | Myrthe & Saeed   |

## Seizoen 3
Deze afleveringen worden van 5 januari tot en met 29 maart 2008 uitgezonden.
| Aflevering | Dropplaats             |
| ---------- | ---------------------- |
| 1          | Paal                   |
| 2          | Camperduin             |
| 3          | Giersbergen            |
| 4          | Hardinxveld-Giessendam |
| 5          | Texel                  |
| 6          | Sint Andries           |
| 7          | Swifterbant            |
| 8          | Woudrichem             |
| 9          | Muggenbeet             |
| 10         | Strijensas             |
| 11         | Naarden                |
| 12         | Breukelen              |
| 13         | Rozendaal              |